# توني جاردين
توني جاردين (بالإنجليزية: Tony Jardine)‏ هو صحفي ومدرس بريطاني، ولد في 5 مارس 1952.